# 马瑟贝格
马瑟贝格（德語：Masserberg）是德国图林根州的市镇，隶属于希尔德布格豪森县。总面积为36.06平方千米，截至2023年12月31日总人口为2,080人。